# Deutsche Diabetes Föderation
Die Deutsche Diabetes Föderation e. V. (DDF) ist der Bundesverband der Diabetiker Selbsthilfe in Deutschland mit Sitz in Berlin.
Sie wurde am 11. Juni 2016 in Fulda als gemeinnützige Organisation gegründet und umfasst 2021 sieben bundesweit und regional tätige Mitgliedsorganisationen.
Die Deutsche Diabetes Föderation ist Mitglied in der BAG Selbsthilfe und im Paritätischen Gesamtverband.
Patientenvertreter der DDF beteiligen sich im Gemeinsamen Bundesausschuss (G-BA) sowie im Fachbeirat des BzGA und des RKI.
Die Deutsche Diabetes Föderation gehört außerdem der Arbeitsgemeinschaft Diabetiker Allianz (DA) an.
Als Non-Profit-Organisation arbeitet die DDF vorwiegend mit ehrenamtlich tätigen Mitstreitern und finanziert sich aus Fördermitteln und Spenden.

## Ziele
Die DDF unterstützt die Möglichkeiten zur Prävention und zur Selbsthilfe der Menschen mit Diabetes mellitus in Deutschland durch eine effektive gesundheitspolitische Betroffenenvertretung. Sie setzt sich für dafür ein, die Versorgung von Menschen mit Diabetes nach neusten wissenschaftlichen Standards zu sichern und die Versorgungsqualität zu verbessern. Vertreter der DDF unterstützen mit ihrer Teilnahme an wissenschaftlichen Studien die Diabetes-Forschung. Außerdem war die DDF Initiatorin des „Runden Tisches Diabetes“, aus dem die Diabetiker Allianz (DA) hervorgegangen ist, die Arbeitsgemeinschaft der vier großen Diabetiker-Selbsthilfeverbände Deutschlands.
Weiteres Arbeitsfeld des Bundesverbandes ist die wissenschaftlich fundierte Aufklärung der Öffentlichkeit zum Thema Diabetes. Zielsetzung ist es, als Interessenvertretung mit einer Stimme gegenüber allen relevanten Ansprechpartnern auf politischer und gesellschaftlicher Ebene zu sprechen.

## Arbeitskreise
Arbeitskreise der DDF befassen sich mit der Realisierung sozialer Angebote rund um die Qualifikation von Beratern auf Basis der Selbsthilfe (Dein Diabetes Guide DDF, Sozialreferenten DDF) und mit Informationsangeboten für Kinder, Jugendliche und deren Eltern in Form von Events und Online-Veranstaltungen (#KidsKon).

## Arbeitsgruppen
Die Patientenvertreter der DDF sind Mitglied in unterschiedlichen gesundheitspolitischen Gremien, wo sie sich zu diabetesspezifischen Themen für die Belange der Diabetikerinnen und Diabetiker einsetzen.
Zum Beispiel durch die Mitwirkung in Arbeitsgruppen des G-BA (Gemeinsamer Bundesausschuss), der über die Leistungen der gesetzlichen Krankenkassen der Solidargemeinschaft in Deutschland entscheidet.
Außerdem geben sie Stellungnahmen zu Anfragen des IQWIG (Institut für Qualitätssicherung und Wirtschaftlichkeit im Gesundheitswesen) ab.
In der BZgA wirken die Patientenvertreter der DDF als Fachbeiratsmitglied in der „Nationalen Aufklärungs- und Kommunikationsstrategie zu Diabetes mellitus“ sowie als Mitglied in der AG Evaluation mit.
Zudem sind die Nationalen Versorgungsleitlinien „Diabetes Typ 2“ sowie die Leitlinien „Diabetes im Alter“ und verschiedene Patientenleitlinien unter Mitarbeit der DDF-Vertreter entstanden.

## DDF-Angebote für Menschen mit Diabetes

### Dein Diabetes Guide DDF
- Coaching und Lebenshilfe für Diabetiker und Diabetikerinnen jeden Alters
- Qualifikation als Diabetes Guide DDF als Mitglied einer DDF-Mitgliedsorganisation möglich

### Sozialreferenten DDF
- Information und Lebenshilfe für Diabetiker und Diabetikerinnen in sozialrechtlichen Fragen
- Qualifikation als Sozialreferent DDF als Mitglied einer DDF-Mitgliedsorganisation möglich

### #KidsKon
- Jährliche Informationsveranstaltung aus Forschung, Technik und Medizin für Kinder und Jugendliche mit Diabetes und deren Eltern
- zur Zeit als Online-Angebot verfügbar

## Mitgliedsorganisationen

### Bundesweit aktiv
- Bund diabetischer Kinder und Jugendlicher e. V. (BdKJ)

### Regional tätig
- Diabetiker Hessen e.V.
- Diabetiker Baden-Württemberg e. V. (DBW)
- Diabetiker Thüringen e. V. (DTH)
- Diabetiker Bund Berlin e. V. (DBB)
- Diabetikerbund Hamburg e. V.

## Voraussetzungen für die Mitgliedschaft einer Organisation bei der DDF

### Organisationen, auf die folgende Kriterien zutreffen
- Diabetes-Selbsthilfegruppen, Bezirks- oder Regionalverbände, die keinem Landesverband der DDF angeschlossen sind
- Diabetes-Gruppen und Verbände in einem Bundesland, in dem die DDF noch nicht durch einen angeschlossenen Landesverband oder eine Mitgliedsorganisation vertreten wird
- Diabetes-Verbände, die sich auf dem Gebiet der Folgeerkrankungen bzw. Entstehungsursachen des Diabetes auf regionaler und auf Bundesebene engagieren

## Organisationen, in denen die DDF Mitglied ist
- Paritätischer Gesamtverband
- BAG Selbsthilfe

## Veröffentlichungen (Auszüge)
Die DDF veröffentlicht regelmäßig Beiträge im Diabetes-Journal (Print Publikation des Kirchheim Verlags).
- Mitwirkung von Patientenvertretern der DDF am IQWiG-Bericht Dapagliflozin (Diabetes mellitus Typ I)[1]
- Mitwirkung von Patientenvertretern der DDF am IQWiG-Bericht Dulaglutid (Diabetes mellitus Typ 2)[2]
- Mitwirkung von Patientenvertretern der DDF am IQWiG-Bericht Insulin degludec (Diabetes mellitus Typ 2)[3]